# Њу Ринголд (Пенсилванија)
Њу Ринголд (енгл. New Ringgold) град је у америчкој савезној држави Пенсилванија.

## Демографија
По попису из 2010. године број становника је 276, што је 15 (-5,2%) становника мање него 2000. године.
| Група             | 2000.       | 2010.       |
| Белци             | 288 (99,0%) | 261 (94,6%) |
| Афроамериканци    | 1 (0,3%)    | 4 (1,4%)    |
| Азијати           | 0 (0,0%)    | 0 (0,0%)    |
| Хиспаноамериканци | 2 (0,7%)    | 5 (1,8%)    |
| Укупно            | 291         | 276         |